# Russkaja Sielit´ba
Russkaja Sielit´ba (ros. Русская Селитьба) – wieś (sieło) w Rosji, w obwodzie samarskim, w rejonie krasnojarskim. W 2010 liczyła 592 mieszkańców.